# Ulica Belwederska w Warszawie

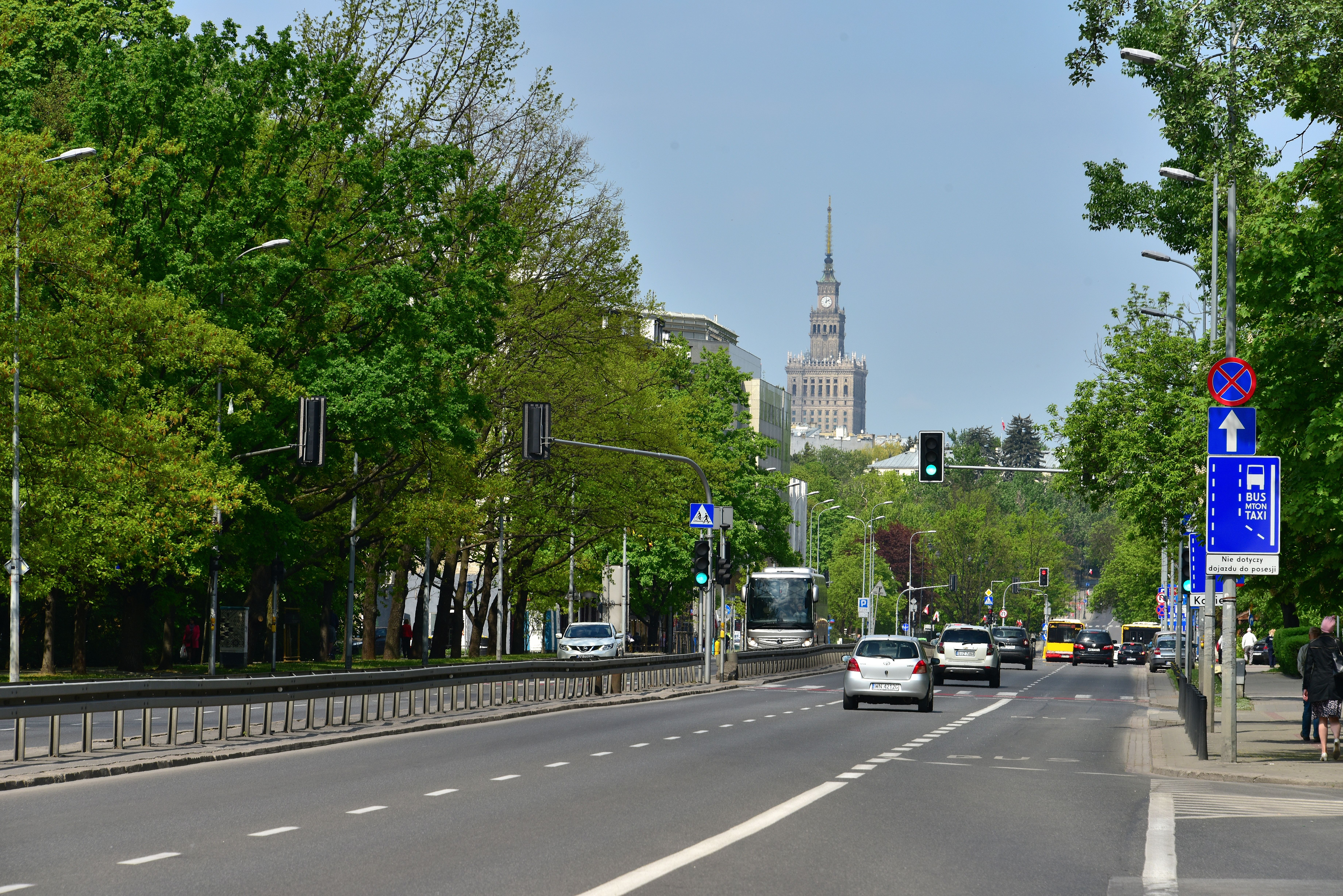
Ulica Belwederska na wysokości ul. Tureckiej, widok w kierunku północnym (2019)

Ulica Belwederska – ulica w warszawskich dzielnicach Śródmieście i Mokotów.

## Historia
Ulica Belwederska powstała w XVII wieku jako droga wiodąca z Warszawy do Wilanowa. W 1593 wzniesiono przy niej drewniany kościół św. Anny i Małgorzaty, istniejący do 1818 roku, a tuż obok niego – willę Krzysztofa Zygmunta Paca zwaną Belwederem. Od nazwy tej posiadłości w latach 80. XVIII wieku została utworzona nazwa ulicy. 
W 1780 roku w rejonie ul. Grottgera powstał Zameczek z Salonem – pawilon w formie ruiny należący do zespołu zabudowań pałacu Izabeli Lubomirskiej przy ul. Puławskiej, zwanego później pałacem Szustra. Autorem projektu Zameczku był Szymon Bogumił Zug.
Usypane w 1770 roku okopy Lubomirskiego większy odcinek ulicy pozostawiły poza granicami Warszawy. Za linią wału od XVIII wieku rozwijały się cegielnie, należące do magnaterii i Dominika Merliniego, architekta Stanisława Augusta Poniatowskiego. Po 1830 roku cegielnie przeszły na własność Wawrzyńca Mikulskiego, zaś w ich pobliżu wzniesiono domy robotnicze, będące jednymi z najwcześniej powstałych obiektów tego typu w mieście. Efektem działania cegielni były liczne glinianki i kanały; ich reliktem jest staw Morskie Oko w parku Morskie Oko. W sąsiedztwie parku utworzono w XIX wieku miejsce zabaw zwane Promenadą, gdzie działała knajpka o tej samej nazwie. Jej właściciel doprowadził do swego lokalu kolejkę konną od Rogatek Belwederskich; stała się ona zaczątkiem istniejącej w latach 1892–1957 kolejki wilanowskiej kursującej ulicą Belwederską i dalej przez Sadybę do Wilanowa.
Od drugiej połowy XIX wieku przy ulicy działały liczne fabryki; do większych zaliczała się usytuowana u zbiegu z ul. Piaseczyńską Fabryka Naczyń Mleczarskich „K. Miller i S-ka”, zatrudniająca ponad 100 osób.
W 1881 roku u zbiegu z ul. Sułkowicką wybudowano schronisko dla paralityków, należące do gminy Ewangelicko-Augsburskiej. Budynek wzniesiono według projektu Jana Kacpra Heuricha. Po 1899 roku zabudowania powiększono o nowy pawilon zaprojektowany przez Józefa Piusa Dziekońskiego.
W 1908 roku do Warszawy przyłączono odcinek Belwederskiej aż po ul. Promenada; tereny znajdujące się pomiędzy ulicami Humańską a Dworkową nadal należały do kolonii wsi Mokotów.
Pierwsze kamienice czynszowe powstawały przy Belwederskiej od początków XX wieku; okres międzywojenny przyniósł budowę licznych domów jednorodzinnych, w tym niezachowanej willi gen. Władysława Sikorskiego wzniesionej u zbiegu z ul. Turecką.
Rok 1939 nie przyniósł wielkich zniszczeń w zabudowie ulicy. W maju 1940 nazwa ulicy została zmieniona przez niemieckie władze okupacyjne na Sonnenstrasse.
W okresie powojennym wyburzono szereg ocalałych zabytków: w 1952 roku XVIII-wieczny Zameczek z Salonem Szustrów, po 1966 roku willę Sikorskiego, zaś po 1970 roku – zabudowania zakładu paralityków z czynną kaplicą, co wywołało protesty.
W 1955 przy ulicy wzniesiono monumentalny gmach Ambasady ZSSR nawiązujący do architektetury klasycystycznej, zaprojektowany przez Wielikanowa i Rożena. W latach 1980–1981 u zbiegu z ul. Gagarina wzniesiono Centralny Dom Handlowy „Dom Książki” (Uniwersus) zaprojektowany przez Leszka Sołonowicza. Późnomodernistyczny budynek w typie kontenerowca był inspirowany twórczością Jamesa Stirlinga.
W marcu 2022 podpisano umowę na budowę linii tramwajowej do Wilanowa, obejmującą budowę torowiska wzdłuż ulicy na odcinku pomiędzy skrzyżowaniem z ulicami Chełmską i Dolną a skrzyżowaniem z ulicami Gagarina i Spacerową. W sierpniu 2022 rozpoczęto prace budowlane. Linię tramwajową oddano do użytku w październiku 2024.
Uchwałą Rady m.st. Warszawy z dnia 13 października 2022 ciągowi pieszo-jezdnemu usytuowanemu wzdłuż ulicy, po jej zachodniej stronie, na odcinku między ul. Spacerową a ul. Bagatela nadano nazwę aleja Ofiar Rosyjskiej Agresji.
Po zachodniej stronie ulicy na całej jej długości biegnie droga rowerowa.

## Ważniejsze obiekty
- Osiedle Dolna-Belwederska
- Park Morskie Oko
- Pomnik Władysława Sikorskiego
- Przedwojenny salon samochodowy „Auto-Koncern”, po wojnie odbudowany w całkowicie innej formie. Obecnie garaże i siedziba Policji (nr 16)
- Czerwona willa (nr 18)
- Budynek Uniwersus, dawniej Dom Książki Uniwersus (nr 20)
- Regent Warsaw Hotel (dawniej Hyatt Regency Warsaw, nr 23)
- Rosyjski Ośrodek Nauki i Kultury i Przedstawicielstwo Handlowe Federacji Rosyjskiej (nr 25)
- Hotel Hera (nr 26/30)
- Kamienica S. Kaletacha z 1938/39 roku (nr 44)
- Willa Wilkoszewskich z 1927 roku, zwana także willą Jaroszewicza (nr 44b)
- Ambasada Federacji Rosyjskiej (nr 49)
- Hotel Parkowa (nr 46/50)
- Belweder (nr 54/56)